# رودراوه
رودراوه (به آلمانی: Röderaue) یک شهر در آلمان است که در مایسن واقع شده‌است. رودراوه ۳٬۲۷۰ نفر جمعیت دارد.